# Comuna Rohovîci, Polonne
Rohovîci (în ucraineană Роговичі) este o comună în raionul Polonne, regiunea Hmelnîțkîi, Ucraina, formată din satele Cervone, Rohovîci (reședința) și Seahriv.

## Demografie
Componența lingvistică a comunei Rohovîci
     Ucraineană (99,33%)
     Alte limbi (0,67%)
Conform recensământului din 2001, majoritatea populației comunei Rohovîci era vorbitoare de ucraineană (99,33%), existând în minoritate și vorbitori de alte limbi.